# Aéroport d'Ambler
L'Aéroport d'Ambler (en anglais: Ambler Airport) (code IATA : ABL • code OACI : PAFM) est un petit aéroport situé à environ 2 km de la ville d'Ambler, dans le Borough de Northwest Arctic, en Alaska, aux États-Unis. 